# Vranová Lhota
Vranová Lhota este o arie protejată (arie specială de conservare — SAC, sit de importanță comunitară — SCI) din Republica Cehă întinsă pe o suprafață de 0,03 ha, integral pe uscat.

## Localizare
Centrul sitului Vranová Lhota este situat la coordonatele 49°42′37″N 16°49′36″E / 49.710278°N 16.826667°E.

## Înființare
Situl Vranová Lhota a fost declarat sit de importanță comunitară în aprilie 2005 pentru a proteja 1 specie de animale. Situl a fost protejat și ca arie specială de conservare în octombrie 2013.

## Biodiversitate
Situată în ecoregiunea continentală, aria protejată nu include niciun habitat protejat.
La baza desemnării sitului se află o specie protejată de  mamifere: liliac comun (Myotis myotis).